# Максбург (Айова)
Максбург (англ. Macksburg) — місто (англ. city) в США, в окрузі Медісон штату Айова. Населення — 97 осіб (2020).

## Географія
Максбург розташований за координатами 41°12′53″ пн. ш. 94°11′6″ зх. д. / 41.21472° пн. ш. 94.18500° зх. д. (41.214696, -94.185067).  За даними Бюро перепису населення США в 2010 році місто мало площу 5,15 км², уся площа — суходіл.

## Демографія
Згідно з переписом 2010 року, у місті мешкало 113 осіб у 53 домогосподарствах у складі 33 родин. Густота населення становила 22 особи/км².  Було 59 помешкань (11/км²).
Расовий склад населення:
| - 96,5 % — білих - 1,8 % — корінних американців |

До двох чи більше рас належало 1,8 %. Частка іспаномовних становила 0,0 % від усіх жителів.
За віковим діапазоном населення розподілялося таким чином: 20,4 % — особи молодші 18 років, 59,2 % — особи у віці 18—64 років, 20,4 % — особи у віці 65 років та старші. Медіана віку мешканця становила 44,4 року. На 100 осіб жіночої статі у місті припадало 109,3 чоловіків;  на 100 жінок у віці від 18 років та старших — 104,5 чоловіків також старших 18 років.
Середній дохід на одне домашнє господарство  становив 70 812 долари США (медіана — 42 188), а середній дохід на одну сім'ю — 47 559 доларів (медіана — 40 625). За межею бідності перебувало 21,0 % осіб, у тому числі 26,9 % дітей у віці до 18 років та 14,8 % осіб у віці 65 років та старших.
Цивільне працевлаштоване населення становило 64 особи. Основні галузі зайнятості: освіта, охорона здоров'я та соціальна допомога — 18,8 %, будівництво — 18,8 %, виробництво — 12,5 %, мистецтво, розваги та відпочинок — 10,9 %.